# Mussidia fiorii
Mussidia fiorii is een vlinder uit de familie snuitmotten (Pyralidae). De wetenschappelijke naam van deze soort is voor het eerst geldig gepubliceerd in 1911 door Cecconi & de Joannis.
De soort komt voor in tropisch Afrika.